# Janina Fabierkiewicz-Szyrkowa
Janina Fabierkiewicz-Szyrkowa (z domu Rackiewicz, ur. 8 listopada 1912 w Łukowie, zm. 25 grudnia 2001) – polska nauczycielka, bojowniczka Związku Walki Zbrojnej, ofiara niemieckich represji i eksperymentów pseudomedycznych.

## Życiorys

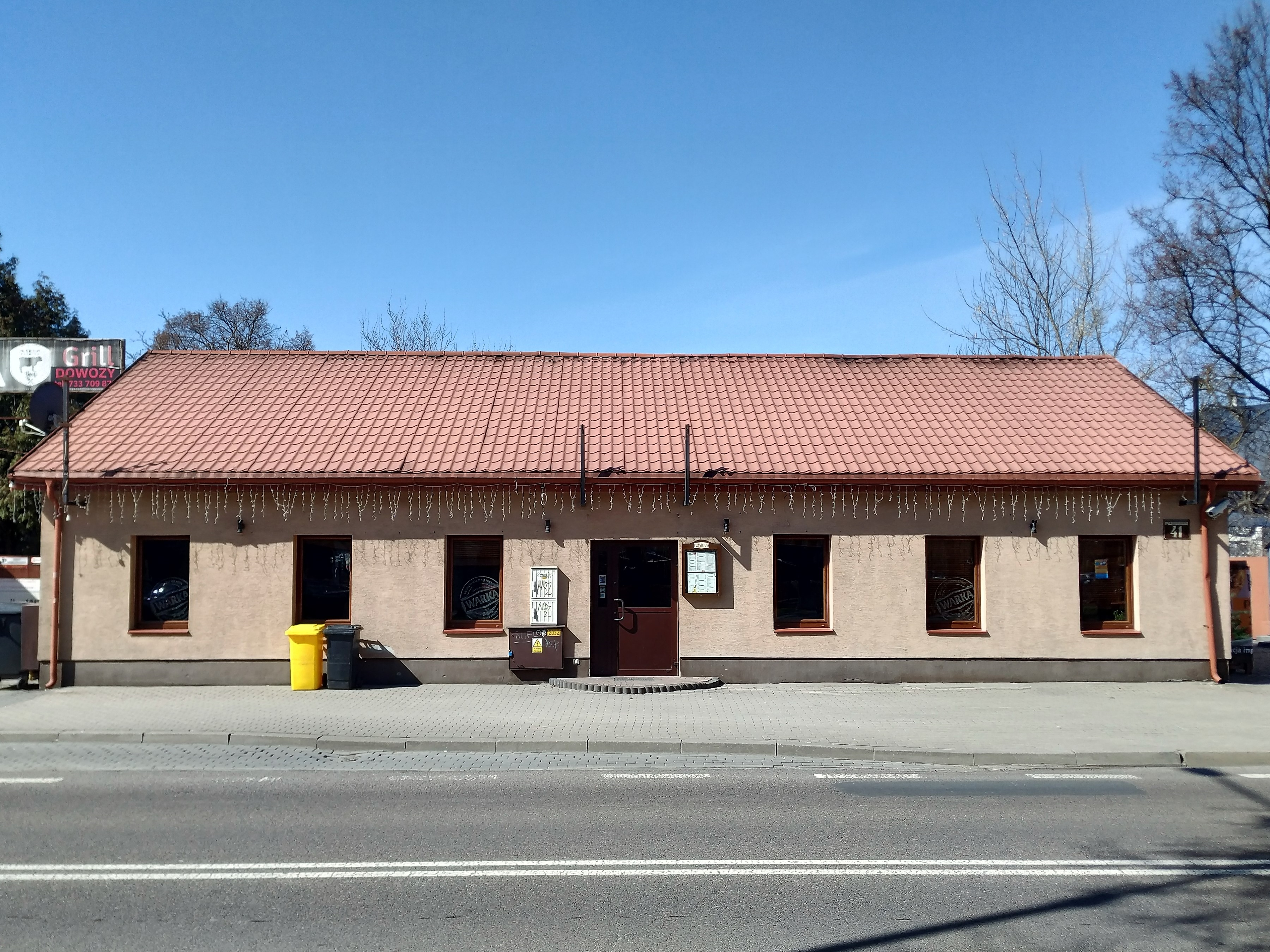
Budynek przy ul. Piłsudskiego 41 w Łukowie, dawniej mieszkalny – dom rodzinny Janiny Fabierkiewicz-Szyrkowej

Maturę zdała w rodzinnym Łukowie. Studiowała historię na Uniwersytecie Warszawskim. W 1938 zdobyła tytuł magistra historii oraz ukończyła dwuletnie Studium Pedagogiczne, po czym wróciła do Łukowa, gdzie odbywała praktykę w Gimnazjum i Liceum im. Tadeusza Kościuszki. Praca ta zakończyła się wraz z początkiem okupacji niemieckiej.
Od października 1939 zaczęła działać w konspiracji wraz z innymi nauczycielami z Łukowa. Była łączniczką w ZWZ. W marcu 1941 została aresztowana przez Niemców po złamaniu schwytanego wcześniej kuriera, Stanisława Połońskiego i początkowo była więziona w Radzyniu Podlaskim, a następnie w Zamku Lubelskim (cela 42 i 38) i (od kwietnia 1941) w siedzibie lubelskiego gestapo – budynku Pod Zegarem. Aresztowano ją wraz z m.in. Jadwigą Dzido. Początkowo była przesłuchiwana w obecności niejakiego Cylko, ucznia liceum łukowskiego – wrogo odnoszącego się do Polaków kolonisty z Aleksandrowa. Była szykanowana i bita, zwłaszcza podczas przesłuchiwania w siedzibie gestapo. Biczowano ją m.in. rozciągniętą na stole, pejczem zakończonym ołowianą kulką. W Zamku Lubelskim przebywała m.in. w towarzystwie Apolonii i Grażyny Chrostowskich.
21 września 1941 opuściła Lublin i przewieziona została do niemieckiego obozu koncentracyjnego Ravensbrück. Została skazana na pseudomedyczną operację i wysłała do rodziny informacje na temat przeprowadzanych tam eksperymentach na więźniarkach. Przez pięć miesięcy przebywała w karnym bunkrze, gdzie była torturowana. Została uwolniona podczas transportu ewakuacyjnego 3 maja 1945 i szybko powróciła do Polski, rozpoczynając pracę zawodową. W 1971 opublikowała swoje wspomnienia w formie książki zatytułowanej Gdzie nie śpiewały ptaki. W 1984 otrzymała drugą nagrodę w konkursie na pamiętniki więźniów Zamku Lubelskiego.